# Papakula
Papakula là một chi nhện trong họ Pisauridae.